# Marciana Marina
Marciana Marina är en ort och kommun på ön Elba i provinsen Livorno i regionen Toscana i Italien. Kommunen hade 1 958 invånare (2018).